# آگوستین پروو
آگوستین پروو (انگلیسی: Augustine Prévost; ۲۲ اوت ۱۷۲۳ – ۴ مهٔ ۱۷۸۶) فرد نظامی اهل بریتانیا بود.